# Nabróż
Nabróż – wieś w Polsce położona w województwie lubelskim, w powiecie tomaszowskim, w gminie Łaszczów.
W latach 1975–1998 miejscowość administracyjnie należała do województwa zamojskiego.
Wieś jest sołectwem w gminie Łaszczów. Według Narodowego Spisu Powszechnego z roku 2011 wieś liczyła 269 mieszkańców. W skład sołectwa Nabróż wchodzi także kolonia Nabróż-Kolonia.
Wierni Kościoła rzymskokatolickiego należą do parafii Wniebowzięcia Najświętszej Maryi Panny w Nabrożu-Kolonii.

## Położenie i historia
Nabróż – wieś położona w północnej części gminy Łaszczów, w obrębie Grzędy Sokalskiej. 
Dobra Nabroskie były własnością Drohojewskich, Rakowskich, później należały do Wincentego Rulikowskiego (innego, żyjącego później niż kasztelan). Pierwszy kościół założył w 1411 właściciel wsi Jan Sumik (Sumnik, Sząpnik). Na przełomie XIX i XX wieków we wsi była także cerkiew parafialna rusińska, cegielnia i szkółka początkowa. 6 maja 1943, wraz z 15 ukraińskimi mieszkańcami wsi, bestialsko zamordowano proboszcza prawosławnego Sergiusza Zacharczuka, przez Kościół Prawosławny uznanego za męczennika. 
17 maja 1944 r. pięć sotni UPA zaatakowało wieś Nabróż, która stanowiła ważne ogniwo obrony w linii polskiej obrony przed nacjonalistami ukraińskimi, atak został odparty przez partyzantów dowodzonych m.in. przez st.sierż. Jana Opiełkę ps. „Arab”. Ludność polska została w większości wobec zagrożenia ewakuowana za linię rzeki Huczwa. 19 maja 1944 r. atak nacjonalistów ukraińskich został ponowiony. Tym razem siły ukraińskie były w przewadze. Oddziały polskie poniosły straty i musiały wycofać się z bronionego terenu, zginęło wielu partyzantów oraz 27 osób cywilnych. Straty UPA to 30 zabitych i tyluż rannych nacjonalistów. Nabróż doszczętnie spłonął.

## Sanktuarium NMP w Nabrożu
Sanktuarium Maryjne – kościół parafialny pw. Wniebowzięcia Najświętszej Maryi Panny, ufundowany przez Samuela Łaszcza w 1684 r. przebudowany w latach 1901-1905.
Największym skarbem parafii Nabróż jest Cudowny Wizerunek Matki Bożej Szkaplerznej obecnie znajdujący się w głównym ołtarzu. Ikona Nabroskiej Pani zapisuje się do katalogu miejsc i znaków odwołujących się do cudownego objawienia się Matki Bożej w XIII w. św. Szymonowi Stock w znaku szkaplerza świętego. Po przeprowadzonych badaniach naukowych w 2001 r. stwierdzono, że wizerunek obrazu Matki Bożej posiada malarskie warstwy z początku XVIII w. to jednak pod jego powłoką znajduje się twarz Maryi która odpowiada stylowi malunku z okresu XVII w. Pomimo takiego spojrzenia na obraz Matki Bożej z Nabroża, okazywana cześć nie uległa zmianie a doznawane łaski znalazły swoje dokumentalne potwierdzenie. Przed Koronacją Obraz został poddany konserwacji i odmalowaniu.
Cmentarz
Około 100 m od kościoła zlokalizowany jest cmentarz parafialny na którym znajduje się wiele zabytkowych grobowców oraz nagrobków żeliwnych i kamiennych. Znajduje się tu murowana, późnoklasycystyczna kaplica grobowa Rakowskich z ok. 1850 roku. Jest to budowla prostokątna, przykryta dwuspadowym dachem, z przedsionkiem od tyłu, z którego prowadzi wejście do krypty. Ponadto grobowce rodzin: Kosteckich, Chrzanowskich i Świeżawskich - byłych właścicieli okolicznych włości.

## Odpust
Jednym z ważniejszych wydarzeń regionu jest odpust odbywający się co roku 16 lipca.
W kościele nabroskim co najmniej od końca XVII wieku znajduje się obraz Matki Boskiej Szkaplerznej uznawany przez ludność za cudowny. Do tego wizerunku Matki Boskiej wędrują pielgrzymki z pobliskich miejscowości zwane kompaniami. Najstarsza i najbardziej znana jest kompania tyszowiecka. Ważnym dla parafii wydarzeniem była koronacja obrazu Matki Bożej Szkaplerznej w Nabrożu dokonana 13 lipca 2002 roku.
Obraz Matki Bożej Szkaplerznej. Nie jest znana dokładna data powstania obrazu, ani autor. Datuje się go na wiek XVIII. Przedstawia Madonnę w półpostaci, w prawej dłoni trzyma ona stylizowany kwiat, zaś lewą ręką obejmuje Dzieciątko, trzymając jednocześnie szkaplerz. Dzieciątko prawą dłoń unosi w geście wskazującym na Matkę Bożą, a w lewej trzyma księgę. Takie ujęcie ikonograficzne należy do typu Matki Bożej Szkaplerznej. Postacie obrazu charakteryzują się subtelnym modelunkiem twarzy. Przykryte są XIX wieczną drewnianą sukienką, pozłacaną i rzeźbioną. Na głowach Madonny i Dzieciątka znajdują się pozłacane korony, wykonane z metalu, mocno rzeźbione, wysadzane drobnymi, bezbarwnymi szkiełkami. Korony podklejane są jasnoczerwonym płótnem. Od wielu lat obraz ten otaczany jest szczególnym kultem wiernych. Świadczą o tym piesze pielgrzymki i liczne wota. Wśród nich znajduje się ok. 60 wot jeszcze z okresu wojen napoleońskich.

## Galeria

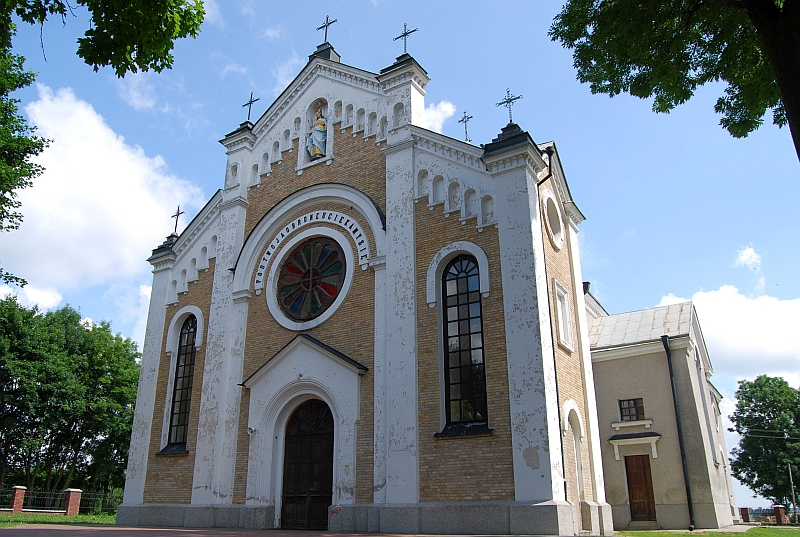
Sanktuarium
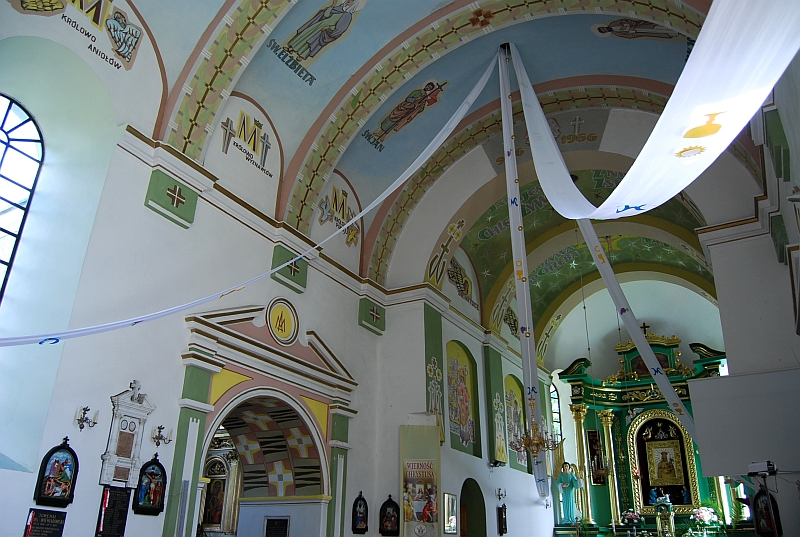
Wnętrze Nabróżsanktuarium
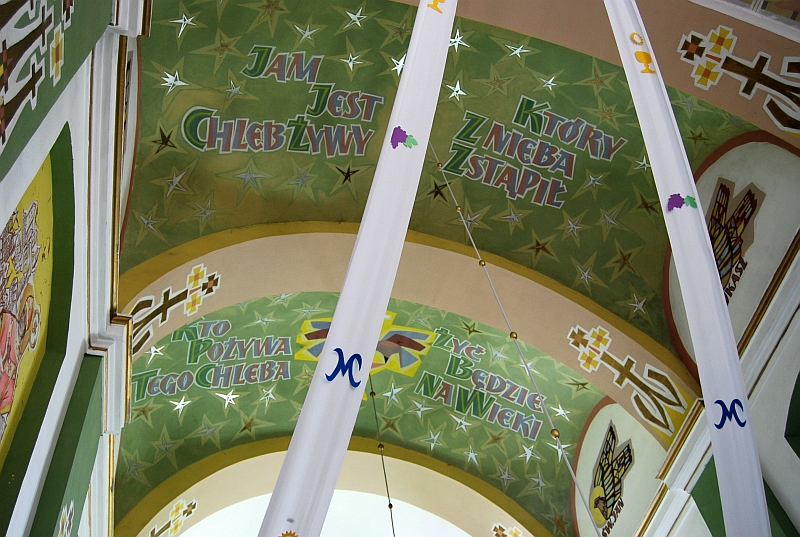
Wnętrze
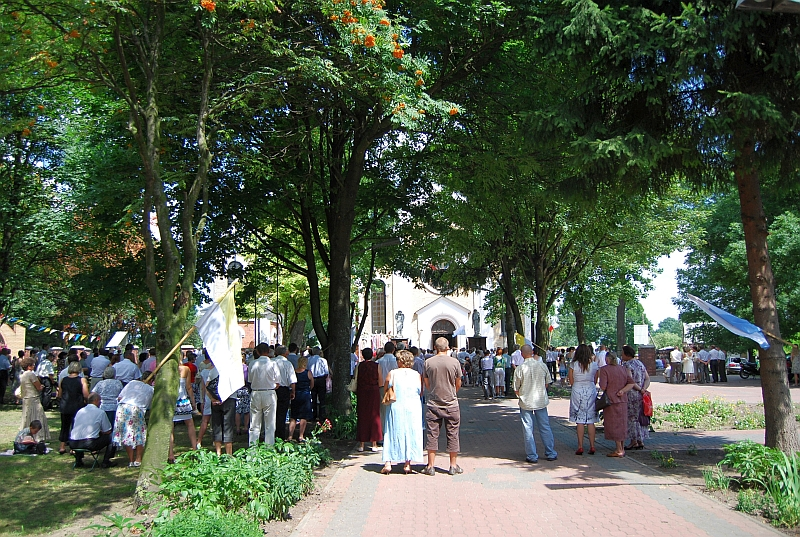
Odpust
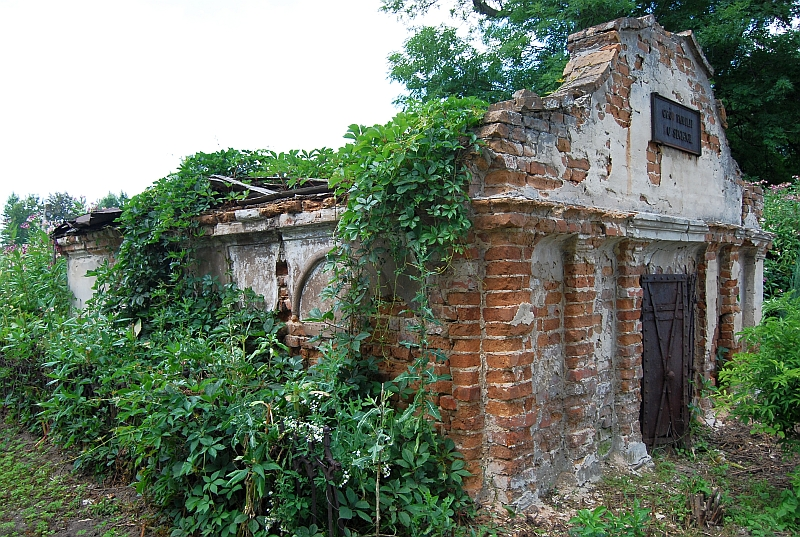
Cmentarz w NabrożuNabróż
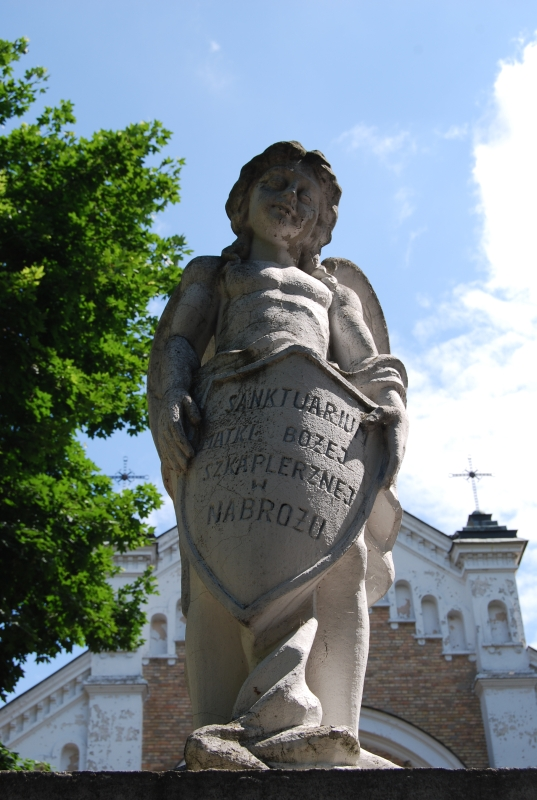
Anioł przed sanktuarium